# Appelle mon numéro
Appelle mon numéro è un brano musicale interpretato dalla cantautrice francese Mylène Farmer, pubblicato come secondo singolo tratto dall'album Point de suture il 3 novembre 2008.
Il singolo arriva direttamente alla posizione numero 1 della chart singles francese, facendo battere un altro record all'artista, l'unica francese ad avere piazzato in vetta della classifica 9 singoli: Pourvu qu'elles soient douces (1988), Désenchantée, (1991), XXL (1995), Slipping away (Crier la vie) (2006), Dégénération (2008), la stessa Appelle mon numéro ed i successivi singoli estratti Si j'avais au moins... (2009), C'est dans l'air (2009) e Sextonik (2009).
Mylène Farmer presenta il singolo durante la trasmissione dedicata a Johnny Hallyday, Johnny, ça n'finira jamais, il 13 dicembre 2008, in cui girerà un video dalle pose sexy col regista François Hanss. In tutta la trasmissione la Farmer scambia solo uno sguardo malizioso col rocker, senza una parola (mentre il resto degli invitati canteranno tutti una canzone insieme a lui).
Il programma televisivo, la pubblicità dell'album ed il numero 1 del singolo influiranno sulle vendite dell'album Point de suture, che sale in una settimana dal 39º al 25º posto.
Sarà presentato in versione live durante il tour 2009.

## Versioni ufficiali
1. Appelle mon numéro (Radio Edit) (4:13)
2. Appelle mon numéro (Album Version) (5:32)
3. Appelle mon numéro (Instrumental) (5:32)
4. Appelle mon numéro (Greg B Remix) (5:56)
5. Appelle mon numéro (Greg B Remix Edit) (3:35)
6. Appelle mon numéro (Manhattan Clique Remix) (7:33)
7. Appelle mon numéro (Manhattan Clique Club Edit) (3:45)
8. Appelle mon numéro (Manhattan Clique X-Directory Dub) (6:39)
9. Appelle mon numéro (MHC Star69 Remix) (4:15)
10. Appelle mon numéro (Version Live 09) (7:10)